# Grosse Pointe Park (Míchigan)
Grosse Pointe Park es una ciudad ubicada en el condado de Wayne en el estado estadounidense de Míchigan. En el Censo de 2010 tenía una población de 11555 habitantes y una densidad poblacional de 1.202,21 personas por km².

## Geografía
Grosse Pointe Park se encuentra ubicada en las coordenadas 42°22′26″N 82°55′24″O / 42.37389, -82.92333. Según la Oficina del Censo de los Estados Unidos, Grosse Pointe Park tiene una superficie total de 9.61 km², de la cual 5.62 km² corresponden a tierra firme y (41.55%) 3.99 km² es agua.

## Demografía
Según el censo de 2010, había 11555 personas residiendo en Grosse Pointe Park. La densidad de población era de 1.202,21 hab./km². De los 11555 habitantes, Grosse Pointe Park estaba compuesto por el 84.97% blancos, el 10.55% eran afroamericanos, el 0.18% eran amerindios, el 1.82% eran asiáticos, el 0.03% eran isleños del Pacífico, el 0.54% eran de otras razas y el 1.92% pertenecían a dos o más razas. Del total de la población el 2.52% eran hispanos o latinos de cualquier raza.